# Debra DeLee
Debra DeLee (* 9. Februar 1948 in Chicago, Illinois als Debra Epstein) ist eine US-amerikanische Politikerin der Demokratischen Partei.

## Biografie
Nach dem Schulbesuch studierte sie an der University of Wisconsin–Madison. Während der Amtszeit von Bob Graham als Gouverneur von Florida (1979 bis 1987) war sie dessen Sonderassistentin und als solche sowohl Direktorin der Kommission über den Status von Frauen (Florida Commission on the Status of Women) als auch des Büros für freiwillige Bürgerbeteiligung (Florida Office of Voluntary Citizen Participation).
Später hatte sie während der 1980er Jahre mehrere Positionen in der National Education Commission (NEA) inne wie zum Beispiel als Managerin für politische Aktionen und als Direktorin für politische Angelegenheiten in der Filiale der NEA in Florida. Zwischen 1990 und 1993 war sie Direktorin der NEA für Regierungsbeziehungen und leitete als solche die lokale Lobbyarbeit, die Beziehungen zur US-Regierung und den Bundesbehörden und hatte die Aufsicht über alle politische Lobbyarbeit.
Debra DeLee, ein langjähriges Mitglied der Demokratischen Partei, wurde im Januar 1993 zur Vizevorsitzenden des Democratic National Committee (DNC) gewählt und Ende 1993 zu dessen Exekutivdirektorin ernannt. Daneben war sie innerhalb des DNC Mitglied mehrerer Ausschüsse wie des Democratic Party's Site Selection Committee, des Platform Drafting Committee sowie des Resolutions Committee (Entschließungsausschuss). Im September 1994 wurde sie zum Chief Executive Officer (CEO) der Democratic National Convention 1996 in ihrer Geburtsstadt Chicago ernannt. In dieser Funktion hatte sie die Aufsicht über alle Aktivitäten der Versammlung einschließlich der finanziellen Planung, Vertragsabschlüsse, der Koordinierung mit dem Weißen Haus und dem Gastgeberkomitee in Chicago sowie der Kommunikation.
Im November 1994 wurde sie als Nachfolgerin von David Wilhelm schließlich selbst Vorsitzende (Chairwoman) des DNC. Sie hatte dieses Amt aber nur für knapp zwei Monate bis zu ihrer Ablösung durch Donald Fowler im Januar 1995 inne.
DeLee, die als politische Strategin hoch angesehen ist, wurde vom Campaigns and Elections Magazine zu einer von 74 Frauen gewählt, die die amerikanische Politik verändern ("74 Women Who Are Changing American Politics"). Sie erhielt für ihre Arbeit zahlreiche Auszeichnungen wie den John A. Wilson Award für Kommunikationsdienste der Demokratischen Partei des District of Columbia sowie 1994 den Leadership Award der Demokratischen Partei. Auf der Democratic National Convention 2008 gehörte sie zum Kreis der Superdelegierten. Zurzeit ist sie Präsidentin und CEO von Americans for Peace Now.